# Governo Dessolles
Il Governo Dessolles fu in carica dal 29 dicembre 1818 al 16 novembre 1819, per un totale di 419 giorni, ovvero 1 anno 1 mese e 24 giorni.
Formato da Luigi XVIII il 29 dicembre 1818, in sostituzione del primo governo Richelieu, il governo guidato dal Jean Joseph Dessolles fu il primo governo liberale della Restaurazione francese.
Il governo Dessolles si distinse per l'abolizione del Ministero di Polizia (nonostante la ostinata opposizione della Camera dei pari) e per una sostanziale riduzione della censura.  Le elezioni parziali della Camera dei deputati del 1819, sancirono il successo di tale politica, con una nuova vittoria liberale.
Tutto ciò, però, allarmò moltissimo le potenze della Quadruplice, che presero a pietra di scandalo l'elezione dell'abate Grégoire, noto liberale, già noto come pretre citoyen, uno dei padri della infame 'Costituzione civile del clero'. Il cancelliere austriaco Metternich si spinse sino a suggerire che tali eventi potessero comportare l'applicazione del protocollo segreto del Congresso di Aquisgrana.
Luigi XVIII (memore della lunga, costossissima e penosa occupazione della Francia, durata dal 1815 al 1818) ne fu talmente terrorizzato da indurre Dessolles a presentare un progetto di riforma della legge elettorale che rendesse impossibile il ripetersi di uno scandalo come l'elezione dell'abate Grégoire. Essa venne rigettato dalla maggioranza liberale (i cosiddetti 'dottrinari') della Camera dei deputati. Ciò che indusse, il 17 novembre 1819, alle dimissioni Dessolles, il barone Louis e Gouvion Saint Cyr.
Di conseguenza il sovrano affidò l'incarico al ministro degli interni Élie Decazes (che già nel governo Dessolles era, con il ministro della giustizia Pierre Hercule, conte di Serre, la vera testa pensante del governo) a formare un nuovo ministero, chepotesse appoggiarsi su una maggioranza di centro-destra e potesse ottemperare all'impegno di introdurre la richiesta modifica della legge elettorale: al Dessolles successe, quindi, il 19 novembre 1819, il governo del Decazes.
La vigente Carta del 1814 non prevedeva fiducia parlamentare, né la figura del primo ministro: i singoli ministri erano emanazione del potere esecutivo, strettamente identificato con la persona del sovrano e, quindi, le date di entrata in carica e dimissioni dei singoli ministri, differiscono, talvolta, leggermente le une con le altre.

## Consiglio dei Ministri
| Carica                                               | Titolare | Titolare                     | Partito     |
| ---------------------------------------------------- | -------- | ---------------------------- | ----------- |
| Presidente del Consiglio dei Ministri                |          | Marchese Dessolles           | Nessuno     |
|                                                      |          |                              |             |
| Ministro degli Affari Esteri                         |          | Marchese Dessolles           | Nessuno     |
| Ministro dell'Interno                                |          | Élie Decazes                 | Dottrinario |
| Ministro della Giustizia                             |          | Conte de Serre               | Dottrinario |
| Ministro della Guerra                                |          | Laurent de Gouvion-Saint-Cyr | Militare    |
| Ministro delle Finanze                               |          | Barone Louis                 | Dottrinario |
| Ministro della Marina e Colonie                      |          | Barone Portal d'Albarèdes    | Dottrinario |
|                                                      |          |                              |             |
| Ministro senza portafoglio con delega all'Istruzione |          | Pierre-Paul Royer-Collard    | Dottrinario |